# Fahrenheit 9/11
Fahrenheit 9/11 er en prisbelønnet dokumentarfilm af Michael Moore, som vandt Den Gyldne Palme for bedste film ved filmfestivalen i Cannes 2004.
Filmens formål var at være med til at vælte præsident George W. Bush ved det amerikanske præsidentvalg den 2. november 2004. Dette blev gjort bl.a. ved at fremstille de tætte forbindelser imellem Bush familien og ledende familier i Saudiarabien.
Filmen havde biografpremiere i USA fredag den 25. juni 2004, og kom til Danmark den 6. august 2004. Pr. januar 2005 havde filmen indtjent næsten 120 millioner amerikanske dollars i USA, og næsten 220 millioner på verdensplan. Dette er det højeste indtjeningsbeløb for en politisk dokumentarfilm hidtil. Sony rapporterede at DVD-udgaven på udgivelsesdagen solgte over to millioner kopier – endnu en rekord for genren.

## Indhold
Filmen omhandler Bush-regeringen og dens handlinger efter terrorangrebet den 11. september 2001, herunder invasionen af Afghanistan og invasionen og besættelsen af Irak. Moore beskriver her det venlige forhold mellem Bush-familien og især det saudiarabiske kongehus og Bin Laden familien (Osama bin Ladens egen familie).

## Kritik
Fahrenheit 9/11 er blevet kritiseret for at være utroværdig. Michael Moore blev, i 2006, sagsøgt af en tidligere amerikansk soldat, som mistede begge sine ben i Irakkrigen. Soldaten, som havde medvirket i filmen, begrundede med at han til kameraet sagde at han var for Irakkrigen, men lydsporet var lavet sådan at han sagde han fordømte krigen i stedet.
Det har sat spørgsmålstegn ved meget af filmens troværdighed.
Kritikere har også kritiseret Moore, for ikke at have fremlagt sine påstande med et belæg. 